# Секвенційна логіка
Секвенці́йна ло́гіка — це логіка пам'яті  цифрових пристроїв. Назва «секвенційна» походить з англ. sequential. Відповідна логіка може називатися також «послідовна», хоча останній термін переважно вживається у зв'язку з логічними автоматами.
Секвенційна логіка відрізняється від комбінаційної логіки тим, що моделює цифрові пристрої з урахуванням передісторії їх функціонування.

## Характеристика
Секвенційна логіка є розділом математичної логіки. Вона розвивається в рамках теорії цифрових схем в тісному зв'язку з  комбінаційною логікою,  булевою алгеброю і скінченними автоматами. В залежності від регламенту функціонування цифрові пристрої підрозділяються на синхронні і асинхронні. Відповідно їх поведінка підкоряється або синхронній, або асинхронній логіці.

## Синхронна секвенційна логіка
При логічному моделюванні пристроїв з пам'яттю особлива роль відводиться фактору часу, який в синхронних схемах природним чином враховується тактами кінцевого автомата. Такти визначають моменти зміни станів автомата, тобто, синхронізують відповідну функцію. 

Математичний апарат синхронної логіки задають автоматні моделі Мілі і Мура.

## Асинхронна секвенційна логіка
Асинхронна секвенційна логіка для вираження ефекту запам'ятовування використовує моменти зміни станів, які задаються не в явному вигляді, а виходячи із зіставлення логічних величин за принципом «раніше-пізніше». Для асинхронної логіки достатньо встановити черговість зміни станів безвідносно будь-яких прив'язок до реального або віртуального часу.
Теоретичний апарат секвенційної логіки складають математичні інструменти секвенції і вен'юнкції, а також логіко-алгебраїчні рівняння на їх основі.

### Секвенція
Секвенція (лат. sequentia — послідовність) — це послідовність пропозиційних елементів, яка надається впорядкованою множиною, наприклад, {\displaystyle \left\langle x\right\rangle =\left\langle x_{1}\,x_{2}\,\ldots \,x_{\mathrm {n} }\right\rangle },де {\displaystyle x_{i}\in \left\{0,1\right\}.}
За допомогою секвенції реалізується двійкова функція {\displaystyle z=\varphi \left(\left\langle x\right\rangle \right)}, така, що {\displaystyle \,z=1} має місце тільки в разі
{\displaystyle \left(x_{1}\land x_{2}\land \,\ldots \,x_{\mathrm {n} }\right)=1} при умові, що {\displaystyle \left(x_{i}=1\right)\prec \left(x_{j}=1\right)} для всіх {\displaystyle \mathrm {\,i<j} .} (Символ {\displaystyle \prec } задає відношення випередження).
Секвенційна функція набуває значення одиниці при одиничних значеннях аргументів, установка яких здійснюється почергово, починаючи з {\displaystyle \,x_{1}} і закінчуючи {\displaystyle \,x_{\mathrm {n} }}. У всіх інших випадках — {\displaystyle \,z=0.}

### Вен'юнкція
Вен'юнкція — це асиметрична логіко-динамічна операція {\displaystyle \angle \,,} відповідно до якої зв'язка {\displaystyle x\,\angle \,y} приймає одиничне значення тільки в разі {\displaystyle x\,\land \,y=1} при умові, що в момент встановлення {\displaystyle \,x=1} рівність {\displaystyle \,y=1} вже мало місце.
Істинність вен'юнкціі обумовлена перемиканням {\displaystyle \,x=0/1} на фоні {\displaystyle \,y=1.}
Логічна невизначеність виражається за допомогою вен'юнкціі: {\displaystyle 1\,\angle \,1.}
Вен'юнкція і мінімальна (Двохелементна) секвенція функціонально ідентичні: {\displaystyle x\,\angle \,y\ =\left\langle y\,x\right\rangle .}

### Реалізація
Вен'юнктор є основним операційним елементом пам'яті секвенційної логіки. Він реалізується на підставі рівності
{\displaystyle x\land \left({\bar {x}}\lor x\,\angle \,y\right)=x\,\angle \,y,} де формула {\displaystyle \left({\bar {x}}\lor x\,\angle \,y\right)} представляє функцію  SR-тригера.
Секвентор будується на основі композиції із з'єднаних певним чином вен'юнкторів. Наприклад, для реалізації секвентора {\displaystyle \left\langle x\,y\,z\,u\,v\right\rangle } придатні наступні формули:
{\displaystyle \,v\,\angle \,\left(u\,\angle \,\left(z\,\angle \,\left(y\,\angle \,x\right)\right)\right),\,\left\langle x\,y\right\rangle \land \left\langle y\,z\right\rangle \land \left\langle z\,u\right\rangle \land \left\langle u\,v\right\rangle .}